# 아슈라

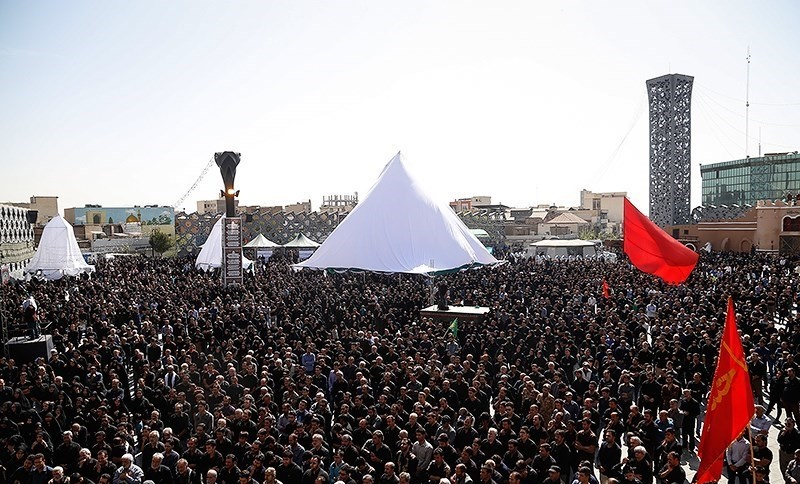

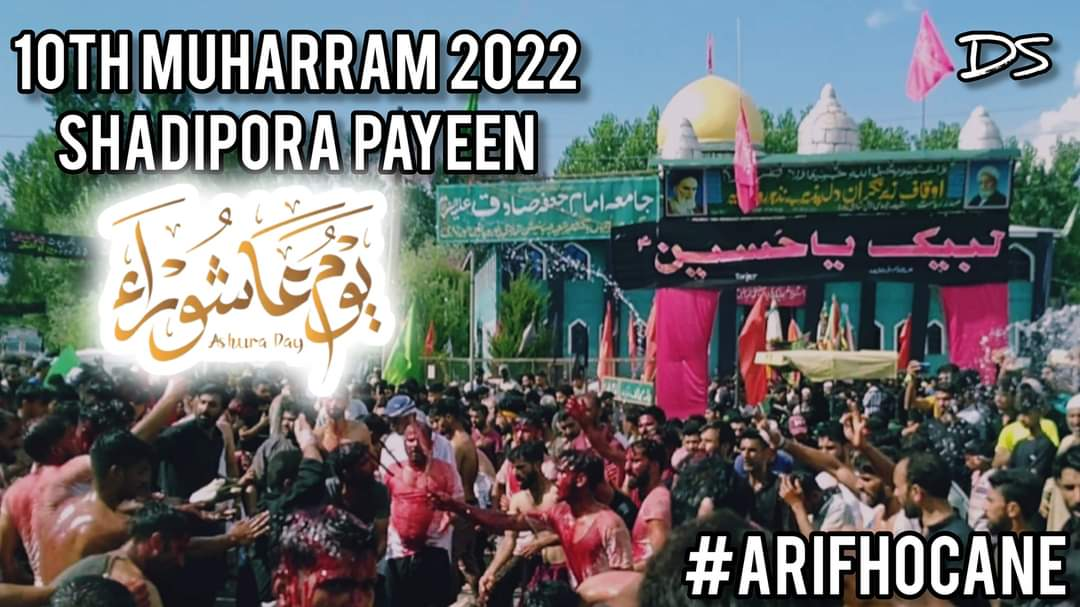

아슈라(아랍어: عاشوراء)는 이슬람력의 무하람 10일째로, 이날 열리는 종교 행사를 가리키는 경우도 있다. 이 때 사람들은 거리에 나와서 가슴을 두드리고 피로 범람하면서 자해를 하는데 쇠사슬이나 각종 칼 무기 등을 통해 자해를 한다. 그러나 이것은 시대 착오적인 하람이라면서 가슴을 치는 선에서는 자해를 마무리하고 바늘도 무기이고 피를 흘리는 것은 같으니, 헌혈로 이를 대체했으며, 순교한 이맘 후세인의 이름을 빌어 이맘 후세인 헌혈 캠페인을 펼쳐 호응이 좋다고 한다. 자해 축제에서 헌혈 축제로 탈바꿈 시켰다. 현대는 피를 상징하는 색인 붉은 색 음료를 나눠 마시고 붉은 색이 들어간 음식을 나눠 먹으며 피의 의미를 생각하며 헌혈 축제에 참여해서 지역 사회와 환자들을 위해 생명을 구하는 헌혈을 하는 것이 현대 아슈라이다.
수니파 무슬림들에게 아슈라는 모세에 의한 홍해의 이별과 이스라엘 민족의 구원을 표시한다. 또한 이날 노아는 방주에서 하선했고, 하나님은 아담을 용서하셨으며, 요셉은 출소했는데, 수니파 전통에 따라 아슈라에서 발생한 여러 상서로운 사건들 중 하나였다. 아슈라는 수니파 이슬람에서 최고 금식과 기타 허용 가능한 기쁨의 표현을 통해 기념된다. 일부 수니파 공동체에서는 카르발라 전투와 겹치는 이유로 일부 수니파 학자들이 그러한 관행을 비판했음에도 불구하고 연례 아슈라 축제에는 카니발, 모닥불, 특별 요리가 포함된다.
1. ↑  “Ashura” (영어). 2024년 7월 16일.